# Myrmeleon lynceus
Myrmeleon lynceus är en insektsart som beskrevs av Fabricius 1787. Myrmeleon lynceus ingår i släktet Myrmeleon och familjen myrlejonsländor. Inga underarter finns listade i Catalogue of Life.